# بوزنگ (استان لهستان بزرگ‌تر)
بوزنگ (به لهستانی:  Budzyń) یک روستا در لهستان است که در گمینا بوزنگ واقع شده‌است. بوزنگ ۴٬۸۶۱ نفر جمعیت دارد.